# Mathiász János-díj
A Mathiász János Díj egy Kecskemét város által adományozott elismerés. A díj évente két személy vagy munkacsoport részére adományozható:
- „szőlő- és gyümölcsnemesítői, valamint honosítói tevékenység körében kiemelkedő gyakorlati és elméleti munkát végzők elismerésére,
- a mezőgazdaság jelentős fejlődését szolgáló tudományos, kutatási és műszaki fejlesztési tevékenységek elismerésére,
- a mezőgazdaság és élelmiszeripar területein alkalmazott – példaértékű – új eljárásokat, korszerű módszereket megvalósító termelőknek, illetőleg az elterjesztésben sikereket elérő személyek elismerésére.”[1]

## 2004 díjazottai
- Magyar Károly a gyümölcstermesztés korszerűsítése területén kifejtett tudományos munkájának elismeréseként kapta
- Mikulás József Dr. Szakmaszeretete, elkötelezettsége, kutatásaiban elért eredményei, az oktatás területén kifejtett munkája alapján ítélte oda

## 2005 díjazottai
- Milotay Péter Dr. a zöldségtermesztés területén, különösen a paradicsom és az uborkanemesítésben kifejtett tudományos munkájának elismeréseként
- Cserni Imre (Kecel, 1935.03.25.) Prof. Dr. egyetemi tanár: a talajtan és az agrokémia területén kifejtett, több évtizedes tudományos munkájának és elért eredményeinek elismeréseként.

## 2006 díjazottai
- Kovács László Kiskunsági Mezőgazdasági Szövetség titkára az alföldi szőlő- és bortermelés területén elért kimagasló szakmai eredményei alapján adományozta a Mathiász János-díjat.
- Soltész Miklós Prof. Dr. (1944.) tanszékvezető, egyetemi tanár. a gyümölcstermesztésben a fajták vizsgálatában elért kutatási munkájáért, eredményeiért és kiváló oktatási tevékenységéért adományozta

## 2007 díjazottai
- Lázár János (Dr. kertészmérnök) , a Szőlészeti és Borászati Kutatóintézet tudományos munkatársa
- Horváth István (Dr. agrármérnök)  a Kecskeméti Főiskola Kertészeti Főiskolai Kar Tangazdaságának igazgatója

## 2008 díjazottai
- Horváth Zoltán Kecskeméti Főiskola címzetes egyetemi tanár
- Szili Gábor, a Szőlészeti és Borászati Kutatóintézet katonatelepi telephelyének vezetője

## 2009 díjazottai
- Kerényi Zoltán címzetes főiskolai tanár
- Kovács András, a Kecskeméti Főiskola oktatási dékánhelyettes

## 2010 díjazottai
- Gódor József, a Kecskeméti Nyugdíjasok Klubjainak Megyei Jogú Város Szövetségének elnöke
- Lévai Péter (1949.) Prof. dr. , a Kecskeméti Főiskola Kertészeti Főiskolai Karának dékánja